# Simpa
"Simpa" (acrónimo de "sin pagar") o "perro muerto" en Perú y Chile se refiere al acto de irse sin pagar de un restaurante u otro establecimiento. Se trata de una forma de robo que generalmente implica que el cliente haga un pedido de comida, la consuma y luego huya del establecimiento intencionadamente sin pagar, ya sea antes o después de que se le presente la factura.

## Aspectos legales
En España, el simpa constituye un delito de estafa y puede conllevar penas que van desde multas leves hasta 8 años de prisión, dependiendo de la reincidencia y la cuantía de lo no pagado.